# يان سنكلير (لاعب كرة قدم كندية)
يان سنكلير هو لاعب كرة قدم كندية كندي، ولد في 1960 في تورونتو في كندا.